# ヒラリー・マンテル
ヒラリー・マンテル（Hilary Mantel、DBE、FRSL、女性、1952年7月6日 – 2022年9月22日）は、イギリスの小説家である。

## 経歴
1952年、イングランド中部イースト・ミッドランズ地方のダービーシャーで生まれ、カトリックの女子校からロンドン・スクール・オブ・エコノミクスを経て、シェフィールド大学を卒業。
代表作『ウルフ・ホール』『罪人を召し出せ』『鏡と光』はトマス・クロムウェルを主人公とした三部作となっている。
2006年に大英帝国勲章を受勲、2009年にブッカー賞を受賞、2012年にコスタ賞と2度目のブッカー賞を受賞している。
2013年に大英博物館で行われたメディアと王室女性に関する講演で、マンテルは当時ケンブリッジ公爵夫人だったキャサリン・ミドルトンについて、「王位継承者を送り出すことだけを目的とした、人格のないショーウィンドウのマネキンとして公の場に姿を現すことを強いられている」とコメントした。マンテルは、『ロンドン・レビュー・オブ・ブックス』誌に寄せたエッセイ"Royal Bodies"の中で、自身の発言を註釈し、「君主制という現象全体が不合理であることは確かかもしれないが、だからといって、それを見るときに大騒動の観客のように振る舞うべきということにはならない。快活な好奇心は簡単に残酷になりうる」と述べた。
2022年9月22日死去。70歳没 。

## 受賞歴
- ブッカー賞　2009年 （『ウルフ・ホール』に対して） 2012年（『罪人を召し出せ』に対して）
- 全米批評家協会賞 2009年 （『ウルフ・ホール』に対して）
- ウォルター・スコット賞 2010年（『ウルフ・ホール』に対して）2021年 (『鏡と光』に対して)
- コスタ賞　2012年（『罪人を召し出せ』に対して）

## 著書
- Every Day is Mother's Day (1985)
- Vacant Possession (1986)
- Eight Months on Ghazzah Street (1988)
- Fludd (1989)
- A Place of Greater Safety (1992)
- A Change of Climate (1994)
- An Experiment in Love (1995)
- The Giant, O'Brien (1998)
  - 『大オブライエン』
- Giving Up the Ghost (A Memoir) (2003)
- Learning to Talk (2003) （短編）
- Beyond Black (2005)
- Wolf Hall (2009)
  - 『ウルフ・ホール』宇佐川晶子訳 早川書房 2011年
    - 上 ISBN 978-4-15-209205-2
    - 下 ISBN 978-4-15-209206-9
- Bring Up the Bodies (2012)
  - 『罪人を召し出せ』宇佐川晶子訳 早川書房 2013年 ISBN 978-4-15-209400-1
- The Mirror and the Light (2020)
  - 『鏡と光』宇佐川晶子訳 早川書房 2020年 
    - 上 ISBN 978-4-15-210048-1
    - 下 ISBN 978-4-15-210049-8